# Guilhem d'Autpol
Guilhem d'Autpol o Guilhem de Hautpoul o Daspol, italianizzato in Guglielmo d'Altopolo (fl. 1265-1270) è stato un trovatore francese originario di Hautpoul nella Linguadoca, le cui rovine del castello di famiglia sono ancora ben visibili.

## Opera
Ha scritto quattro componimenti poetici (di cui due attribuiti sotto il nome di Daspol), tuttora esistenti, tre dei quali si imperniano decisamente su temi religiosi. L'evidenza interna osservabile nelle sue canzoni suggerisce che egli fosse stato precocemente uno joglar. 
Esperansa de totz ferms esperans è una alba religiosa dedicata alla Vergine Maria. L'autriers, a l'intrada d'abril è una pastorela di devozione che potrebbe alludere a Joan Oliva, un frate catalano, attivo dopo il 1270. Ciò collocherebbe l'opera di Guilhem in un periodo posteriore. 
Il suo primo lavoro databile è una tenzone con Dio, Seinhos, aujas, c'aves saber e sen, che deve essere stata scritta in qualche modo tra la caduta di Cesarea e Arsuf per mano dei mamelucchi nel 1265 e la crociata condotta da Giacomo il Conquistatore — menzionata nella poesia — nel 1269. Il rivolgersi a Dio come interlocutore era un tema comune tra i trovatori di questo periodo, per poter[gli] parlare della politica papale di indire crociate contro cristiani o eretici in Europa a detrimento degli Stati Crociati in Terrasanta e dell'astro nascente dei mamelucchi in Egitto e Siria. La risposta di Dio è un attacco sferrato contro quelli che agiscono ingiustamente in suo nome, come i templari e gli ospitalieri, impaziente di vedere in opera la crociata del 1269. La tenso ha affinità con il lavoro di Peire Cardenal e del Monaco di Montaudon. 
L'altro solo lavoro di Guilhem databile è un lungo planh sulla morte di Luigi IX di Francia (1270), Fortz tristors es e salvaj'a retraire ("è molto triste e crudele da spiegare"), che si rifà al planh  di Gaucelm Faidit sulla morte di Riccardo Cuor di Leone (Fortz causa es que tot lo major dan).
            Fortz tristors es e salvaj' a retraire

            qu'ieu chant am joy de tan coral dolor

            con n'es li mort del rei nostre seinhor

            Francs de Fransa, de fin pres emperaire;

            e per so chant ieu marrit e joyos

            car Dieus lo volc mais a si que a nos,

            car el s'era tost datz a luy servir,

            qu'estiers sa mort Dieus nos volgra sufrir;

            per qu'es majers le dans el desconort[z]

            car ieu aug dir quel rey de Fransa es mort[z]

                 Ai Dieu! cals dans es!

            [...]